# Slaget vid Jakobstadt
Slaget vid Jakobstadt (lettiska: Jēkabpils, polska: Krzyżbork) utkämpades den 26 juli 1704 under det stora nordiska kriget. Svenskarna vann en stor seger mot ryssarna som var större i antal och hade polska allierade på sin sida. Den svenska armén förlorade runt 400 man medan ryssarnas och polackernas antal uppgick till runt 3 000.